# Mars Society
Mars Society – organizacja non-profit powstała w 1998 roku z inicjatywy dr. Roberta Zubrina, inżyniera z koncernu Lockheed Martin. Głównym celem The Mars Society jest eksploracja i przyszłe osadnictwo na Marsie.
Konferencja założycielska odbyła się na Uniwersytecie Kolorado, z udziałem kilkuset osób z czterdziestu krajów, w tym z Polski. Oprócz spraw organizacyjnych omawiano kwestie techniki kosmicznej i nauk okołomarsjańskich, zagadnienia polityczne, ekonomiczne i prawne, a także kulturalne i narodowościowe aspekty badania i zasiedlania Marsa.
Cele te mają być osiągnięte poprzez informowanie i popularyzowanie wiedzy o Marsie, technice potrzebnej do jego osiągnięcia i naukach stosowanych, takich jak psychologia, geologia, budownictwo czy rolnictwo. Prace eksperymentalne i badawcze obejmują testowanie habitatów (pomieszczeń mieszkalnych dla pierwszych wypraw załogowych). Budowane są prototypy łazików oraz hermetycznych pojazdów marsjańskich dla ludzi. Inne projekty dotyczą balonów w marsjańskiej atmosferze oraz życia ssaków w obniżonej grawitacji.
Członkami Mars Society jest wielu inżynierów i managerów NASA i JPL (Jet Propulsion Laboratory), ludzi kultury, mediów i najróżniejszych zawodów. Istnieją oddziały narodowe. Są to formalnie niezależne organizacje pozarządowe, zjednoczone wspólną wizją. W zasobach Mars Society jest ponad trzysta prac teoretycznych, ogłaszanych głównie na dorocznych kongresach.
Europejskim Koordynatorem The Mars Society jest pracujący w Krakowie kielczanin - Łukasz Wilczyński.

## Historia
Mars Society zostało założone przez Zubrina 13 sierpnia 1998 r. na jego pierwszej konferencji w Boulder w Kolorado, która trwała cztery dni i wzięło w niej udział 750 osób. Konferencja ta może być postrzegana jako duchowy następca jej poprzedniczki, organizacji Mars conferences.
W połowie 2001 roku Mars Society otrzymało czek na 5 000 dolarów od Elona Muska na zbiórkę pieniędzy. Zubrin zwrócił na to uwagę i zaprosił Muska na kawę. Tam opowiedział o stacji badawczej Flashline Mars Arctic Research Station i misji Translife, która obejmowała eksperymenty, w których obracająca się kapsuła wystawiała myszy na działanie marsjańskiej grawitacji. Po krótkim zapoznaniu się z koncepcjami i misjami na Marsie, Musk dołączył do zarządu Mars Society i przekazał mu 100 000 dolarów.
W sierpniu 2001 roku Musk opuścił Mars Society po spotkaniu z jego członkami i założył tymczasowy fundusz na swoje projekty promocyjne. Jednak do kwietnia 2002 r. Musk całkowicie ją porzucił. Zamiast tego założył SpaceX, aby zbudować tanią rakietę i zaprosił do współpracy poznanych wcześniej inżynierów lotnictwa i kosmonautyki.
Celem Muska jest założenie kolonii na Marsie. Firma ma nadzieję, że będzie to możliwe w 2025 roku.
Podczas zjazdu Mars Society w 2015 r. odbyła się debata pomiędzy dwoma przedstawicielami Mars One (CEO Bas Lansdorp i Barry Finger) oraz dwoma badaczami z MIT (Sidney Do i Andrew Owens). Mars One była organizacją, której celem było lądowanie ludzi na Marsie, co zostało skrytykowane przez naukowców jako niewykonalne i samobójcze.

## Mars Society Polska
Mars Society Polska działa od 1999 roku. Koncentruje się na rozwijaniu własnych projektów oraz koordynacji i promocji działań w Polsce. W początkowym okresie główny wysiłek położony był na rozwój projektu załogowego pojazdu marsjańskiego MPV. Zainteresowanie tematyką marsjańską oraz możliwości oferowane przez Mars Society doprowadziły do czynnego włączenia się Polaków w badania Czerwonej Planety. Brali oni udział w konkursie Red Rover Goes to Mars i programie sterowania łazikami Spirit i Opportunity na Marsie (w JPL w USA), w symulacjach w bazach MDRS i Flashline Arctic Research Station. Częściowo z inspiracji osiągnięć MSP powstał projekt przenośnej architektury bazy marsjańskiej. MSP zapisało się jako opiekun merytoryczny gry negocjacyjnej Columbia Memorial Negotiations. Organizacja zdołała utworzyć wokół swoich projektów grupę partnerów, którzy pomagają w ich realizacji.